# Ehrenzeichen vom hl. Stephanus

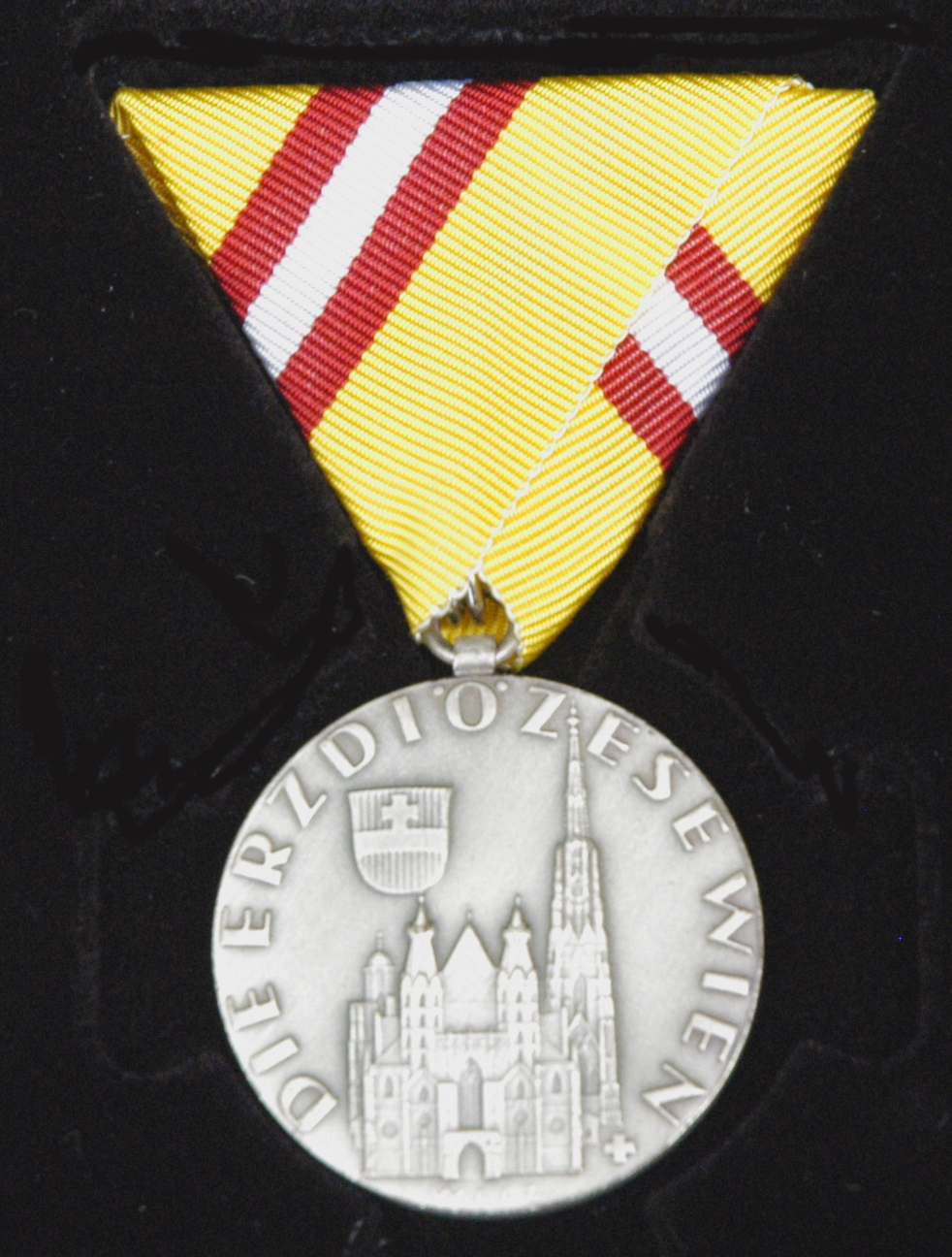
Ehrenzeichen vom hl. Stephanus in Silber (Avers)

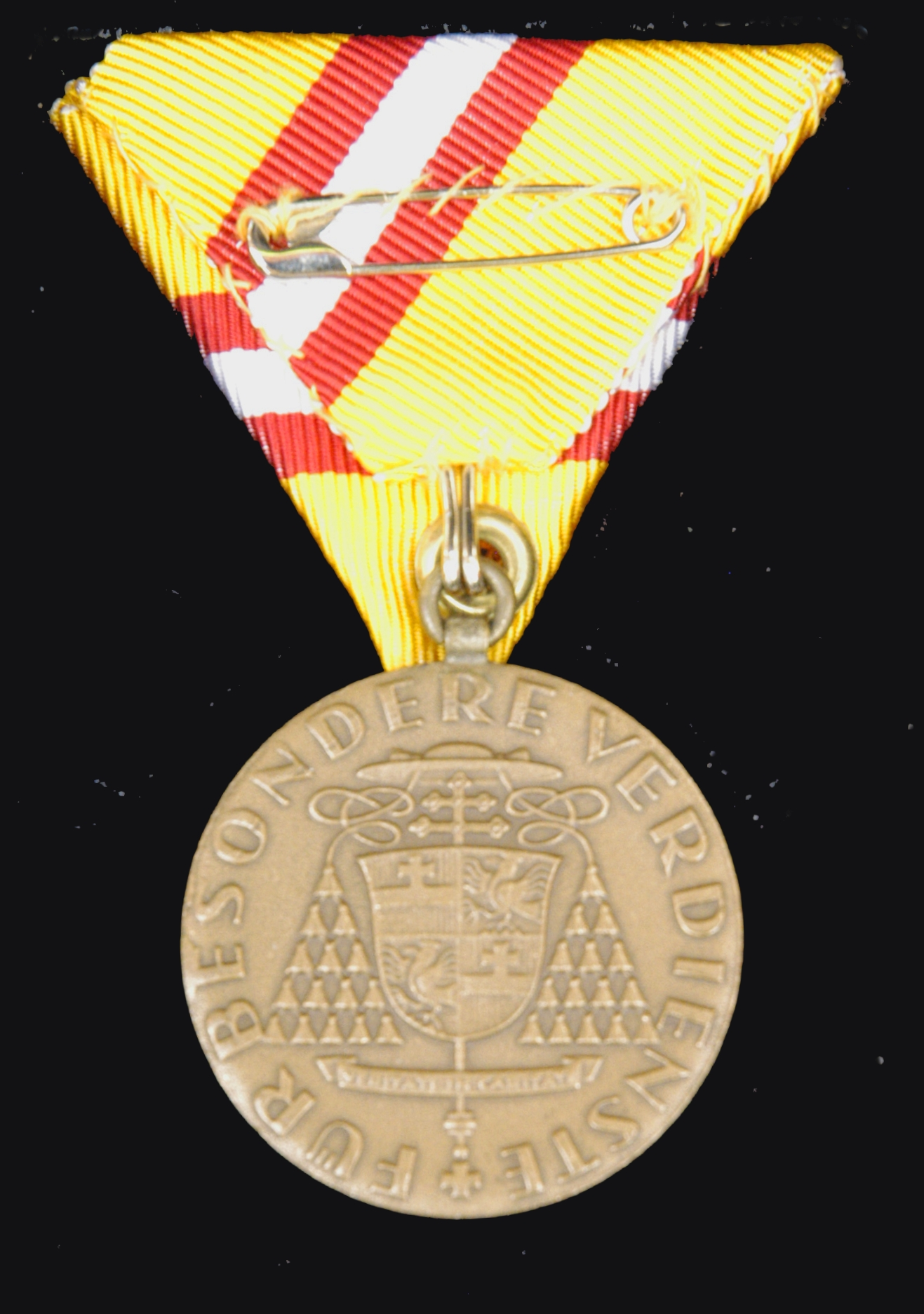
Ehrenzeichen vom hl. Stephanus in Bronze (Revers)

Das Ehrenzeichen vom hl. Stephanus wurde 1964 vom Erzbischof Kardinal Franz König gestiftet und kann vom Erzbischof von Wien für besondere Verdienste um die Erzdiözese Wien verliehen werden.

## Klassen
Das Ehrenzeichen wird in drei Klassen verliehen:
- Das Ehrenzeichen in Gold wird verliehen für Verdienste, die den Bereich der gesamten Erzdiözese betreffen.
- Das Ehrenzeichen in Silber wird verliehen für Verdienste, die über eine einzelne Pfarre hinausgehen, nicht aber den ganzen Diözesanbereich betreffen.
- Das Ehrenzeichen in Bronze wird verliehen für Verdienste, die über den Bereich einer Pfarre nicht hinausgehen.

## Gestaltung der Dekoration
Das Ehrenzeichen besteht in einer kreisrunden Medaille, die auf der Vorderseite eine Abbildung des Stephansdomes und des Wappens der Erzdiözese Wien sowie die Umschrift "Die Erzdiözese Wien" zeigt. Auf der Rückseite befindet sich eine Abbildung des Wappens des jeweiligen Erzbischofs von Wien und die Umschrift "Für besondere Verdienste" (§ 2 des Statuts).

## Trageweise
Die Medaille wird am Dreiecksband in den Farben der Erzdiözese – rot-weiß-rot auf gelbem Grund – getragen.

## Zusätzliche Verleihungskriterien
Das Ehrenzeichen vom hl. Stephanus
- wird in der Regel nur an Personen verliehen, die bereits das 40. Lebensjahr vollendet haben und sich durch einwandfreie Lebensführung auszeichnen.
- wird nicht verliehen an Kleriker, Mitglieder von Instituten des Geweihten Lebens und Gesellschaften des Apostolischen Lebens, kirchliche Angestellte und mit kirchlichem Dienstauftrag in einem Dienstverhältnis zu einer Gebietskörperschaft stehende Personen.